# Нейман, Авраам Исаакович
Авраа́м Исаа́кович Не́йман (1809, Герольдсхаузен — 22 августа 1875, Санкт-Петербург) — доктор философии, первый раввин Санкт-Петербурга с 1863 года, общественный деятель.

## Биография
Родился в Герольдсгаузене около Вюрцбурга в 1809 году.
Образование получил в фюртском иешиботе и университетах: вюрцбургском и гиссенском. В 1843 году по рекомендации Людвига Филиппсона заместил Макса Лилиенталя в качестве заведующего еврейским училищем (Gemeindeschule) в Риге и проповедника. В 1850 году был назначен чиновником особых поручений по еврейским делам при прибалтийском генерал-губернаторе.
В 1854 году занял пост рижского раввина, а в 1857 и 1860 годах состоял председателем раввинской комиссии, заседавшей тогда в Петербурге. В 1863 году, когда в Петербурге образовалась сравнительно большая колония интеллигентных евреев, Нейман был приглашен на пост раввина (до того времени должность раввина в Петербурге занимал отставной солдат). При нём в 1868 году в Петербурге было впервые устроено хоральное богослужение. Принимал деятельное участие в исходатайствовании разрешения на постройку в Петербурге синагоги (разрешение получено в 1869 году).
Озабоченный удовлетворением религиозных нужд столичных евреев, Нейман вызвал из черты оседлости море-гораа (духовного раввина), резников и так далее, и исходатайствовал им право жительства в столице. Нейман был одушевлён любовью к русскому еврейству и стремлением к улучшению его положения. Однако незнакомство с административными и бытовыми условиями жизни русских евреев и их насущными потребностями, а также плохое знание русского языка (проповеди Нейман произносил по-немецки) парализовали его деятельность. Он принимал близкое участие в делах Общества распространения просвещения среди евреев в России и состоял членом его комитета с момента основания Общества по день своей смерти. Умер в Санкт-Петербурге в 1875 году. Похоронен на Еврейском кладбище в Санкт-Петербурге.